# Жамбил (Байдібека район)
Жамби́л (каз. Жамбыл) — село у складі району Байдібека Туркестанської області Казахстану. Адміністративний центр Жамбильського сільського округу.
У радянські часи село називалось Джамбул.
Населення — 1539 осіб (2021; 1444 у 2009, 1647 у 1999, 1896 у 1989).